# 닌주
닌주(일본어: 仁寿)는 일본의 연호 중 하나이다.
- 전후 : 가쇼(嘉祥) 이후 - 사이코(斉衡) 이전.
- 시기 : 851년 ~ 853년
- 천황 : 몬토쿠 천황

## 개원
- 가쇼 4년 4월 28일(율리우스력 851년 6월 1일)에 개원하여
- 닌주4년 11월 30일(율리우스력 854년 12월 23일) 사이코로 개원되었다.

## 닌주 시기에 일어난 일
- 2년
  - 우대신(右大臣) 후지와라노 요시후사가 쇼쿠니혼코키(続日本後紀 속일본후기[*])를 편수하였다.
- 3년
  - 6월 4일 : 간무 헤이지 씨의 시조인 가즈라와라 친왕(葛原親王)이 사망하였다.

## 서력과의 대조표
| 닌쥬        | 원년       | 2년        | 3년        | 4년        |
| ----------- | ---------- | ---------- | ---------- | ---------- |
| 서기 (西紀) | 851년      | 852년      | 853년      | 854년      |
| 간지 (干支) | 신미(辛未) | 임신(壬申) | 계유(癸酉) | 갑술(甲戌) |

## 같이 보기
- 일본의 연호 일람

| 이전 가쇼 | 일본의 연호 851년 ~ 853년 | 다음 사이코 |